# Trappa (nautica)
In ambito nautico, con trappa (o drappa) si intende la cima, non galleggiante, e di adeguata misura legata ad un  corpo morto (ad esempio una catena, oppure una struttura in cemento, immerse) ed ivi posta per essere utilizzata dalle imbarcazioni durante un ormeggio in banchina. La presenza di trappa e corpo morto fanno sì che si possa ormeggiare in banchina senza dover usare necessariamente l'ancora.  
Per essere agevolmente recuperata ed issata a bordo, alla Trappa è generalmente legata una cimetta (anch'essa non galleggiante, così da fugare il pericolo che finisca nell'elica) che finisce direttamente in banchina, pronta per essere recuperata dall'equipaggio di un'imbarcazione che sta per ormeggiare.